# Brzeźno Stare
Brzeźno Stare (niem. Deutsch Briesen) – wieś w Polsce położona w województwie wielkopolskim, w powiecie wągrowieckim, w gminie Wągrowiec.
W latach 1954–1958 wieś należała i była siedzibą władz gromady Brzeźno Stare, po jej zniesieniu w gromadzie Łekno. W latach 1975–1998 miejscowość administracyjnie należała do województwa pilskiego.